# Nationaal park Dartmoor
Nationaal park Dartmoor (Engels: Dartmoor National Park) is een heidegebied in het midden van Devon, Engeland. Het is een nationaal park met een oppervlakte van 954 vierkante kilometer. Het westen van het gebied ligt hoger dan de gebieden eromheen. Daardoor ziet het er daar anders uit. In tegenstelling tot de omgeving groeit er vooral heide, terwijl de omgeving veel groener is. Dartmoor wordt gekenmerkt door veel granieten heuveltoppen, die dateren uit het Carboon. Het gebied is vernoemd naar de rivier Dart.
Een deel van Dartmoor is gedurende 200 jaar gebruikt als militair oefenterrein. Het gebied is verder populair bij toeristen en bekend bij paardenliefhebbers als thuis van de dartmoorpony.

## Geografie
In het grootste deel van Dartmoor groeit alleen maar heide, doordat het hoger ligt dan de omgeving. Het gebied bestaat daar uit lange glooiende heuvels. Vooral in het westen is dat het geval. In het oosten van het gebied liggen er meer dalen door het gebied. Daar groeit meer, daar staan ook bomen. In dat deel van Dartmoor, met name in het noorden, ligt een aantal dorpen. Naar het westen loopt het gebied ook al zo uit, maar daar begint de begroeiing buiten het nationaal park. De plaats Tavistock ligt in het westen tegen de rand van het gebied aan. Tussen Tavistock en de plaats waar in het oosten de dorpen weer beginnen ligt het hoge deel van het gebied, dat met heide is begroeid.
Van de ene kant door Dartmoor naar de andere kant is overal ongeveer 35 km. Er liggen twee wegen, beide lopen ongeveer van het westen naar het oosten, ze kruisen elkaar in het midden van het gebied.

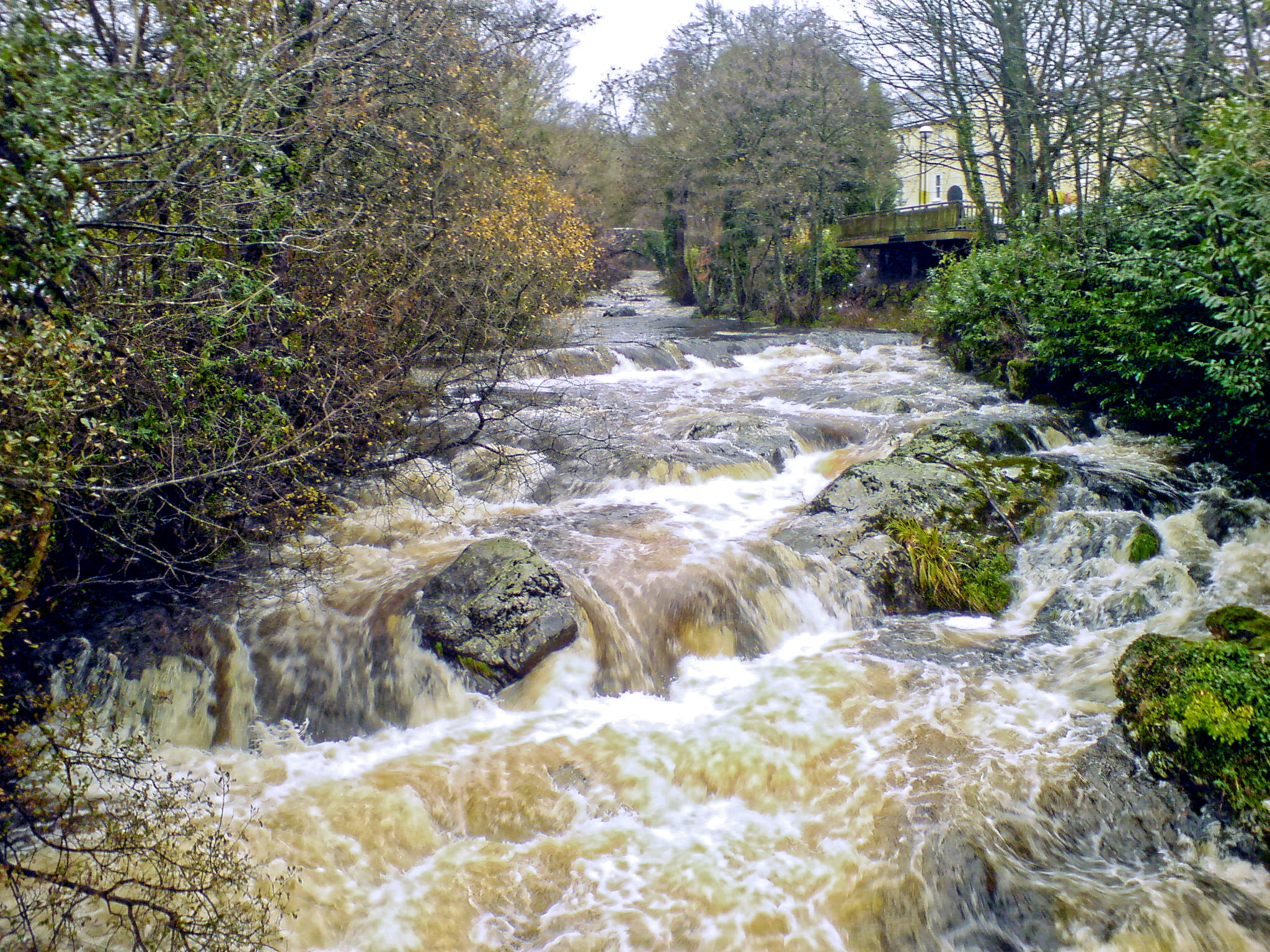
De Erme bij Ivybridge

Dartmoor staat bekend om zijn tors, waarvan er zich zo’n 160 in het gebied bevinden. Deze tors vormen de locatie voor een jaarlijks evenement, de Ten Tors Challenge. Bij dit evenement lopen duizenden mensen via verschillende routes over tien tors een afstand van 56, 72 of 89 kilometer. Het hoogste punt in Dartmoor is de High Willhays, die op 621 meter boven zeeniveau ligt.
De hoeveelheid neerslag in Dartmoor is hoger dan bij het omliggende laagland. Daar het nationaal park bedekt is met dikke lagen turf, wordt regenwater doorgaans snel opgenomen en langzaam afgevoerd. Hierdoor is de grond in Dartmoor maar zelden droog. Op plaatsen waar water zich ophoopt, kan veen ontstaan. Een ander gevolg van de vele regen is dat er veel rivieren en stroompjes in Dartmoor zijn. Deze rivieren hebben in de loop der eeuwen niet alleen het landschap gevormd naar wat het nu is, maar ook lange tijd gefungeerd als krachtbron voor de industrieën in het gebied, zoals de tinmijn.

## Geschiedenis

### Prehistorie

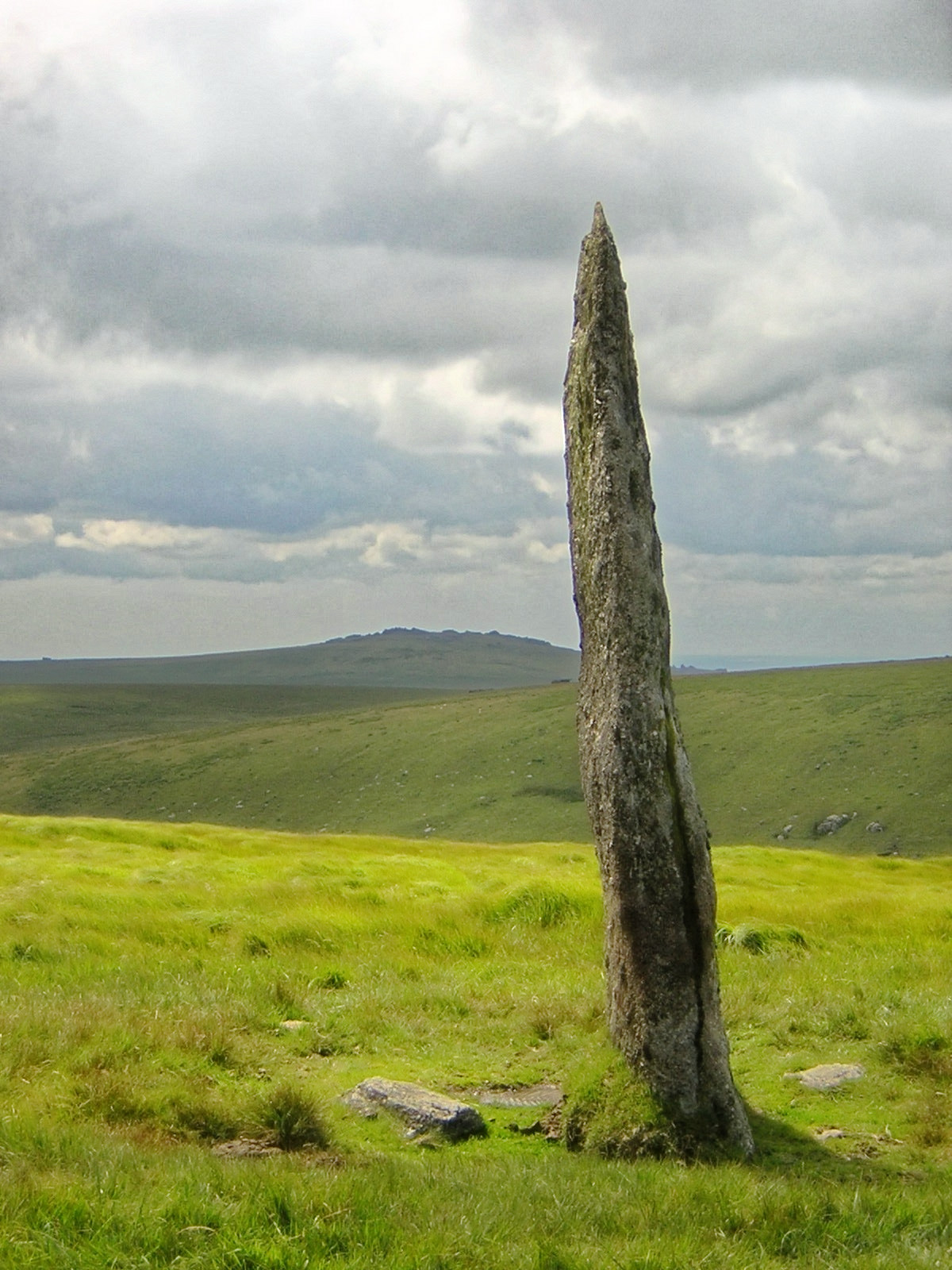
Beardown Man, een van de menhirs in Dartmoor

Het grootste gedeelte van de prehistorische overblijfselen in Dartmoor dateert uit het late Neolithicum en de vroege Bronstijd. Dartmoor bevat de grootste concentratie overblijfselen uit de Bronstijd van het Verenigd Koninkrijk. Het klimaat was destijds warmer dan tegenwoordig en een groot deel van het gebied was bedekt met bomen. Dit bos werd grotendeels vernietigd door de prehistorische bewoners van het gebied om plaats te maken voor landbouw of om als graasplek voor het vee te dienen. Voor het vrijmaken van een stuk land werden doorgaans de bomen verbrand. Dit proces heeft bijgedragen aan de verzuring van de grond en de formatie van turf en veen.
Vanwege de hoge zuurgraad van de grond zijn er geen organische restanten van deze prehistorische bewoners bewaard gebleven. Hun granieten huizen en monumenten zijn daarentegen wel goed bewaard gebleven, evenals stenen werktuigen. In het Victoriaanse tijdperk werden enkele van deze restanten “hersteld” door fanatiekelingen, die echter hun eigen interpretatie gaven aan hoe het gebied eruit moest hebben gezien.
In Dartmoor staan talloze menhirs, steencirkels, graven en steenrijen. Er bevinden zich ook zo’n 5000 hutcirkels.

### De historische periode
Het klimaat werd in de loop der eeuwen steeds slechter, wat ertoe leidde dat rond 1000 voor Christus de meeste bewoners Dartmoor verlieten.
Pas rond de middeleeuwen werd het in Dartmoor weer wat warmer en vestigden er zich weer mensen in het gebied. Ook zij gebruikten graniet om hun huizen te bouwen. Zo ontstonden de bekende Dartmoor langhuizen, waarvan sommige tegenwoordig nog worden bewoond, hoewel ze in de loop der jaren wel zijn aangepast. De oudste boerderijen in Dartmoor die nog steeds in gebruik zijn, dateren uit de 14e eeuw. Begin negentiende eeuw werd er graniet gewonnen bij Haytor door het bedrijf van de familie Templer. Het graniet werd afgevoerd per trambaan. Langs deze trambaan loopt tegenwoordig het Templerpad.
In het gebied ligt het plaatsje Princetown, waar zich onder andere de bekende Dartmoor-gevangenis bevindt.
Het landschap van Dartmoor ligt bezaaid met objecten en restanten die herinneren aan de vele generaties, die er hebben gewoond.

## Mythen en literatuur

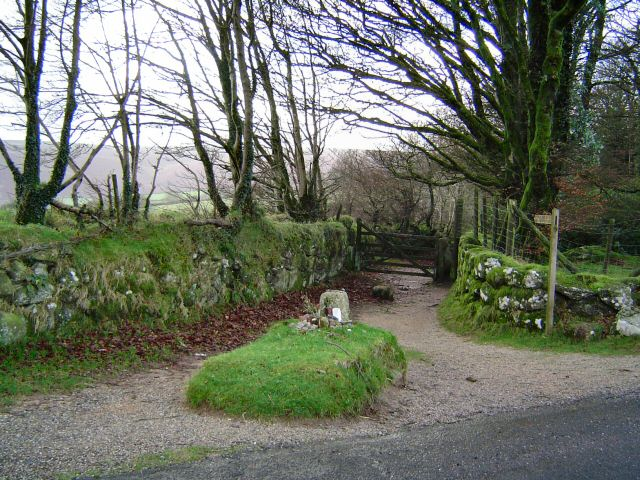
Jays graf

Dartmoor kent vele volksverhalen, mythen en legenden. Zo bestaan er verhalen over piskies, een ruiter zonder hoofd, een mysterieuze roedel honden en een grote zwarte hond die er zouden rondzwerven. Er werd zelfs beweerd dat Dartmoor door de duivel zelf zou zijn bezocht tijdens de grote onweersbui van 1638.
Veel van de kenmerkende plekken in Dartmoor hebben zo hun eigen bijbehorende verhalen, zoals Jays graf, de oude begraafplaats bij de Childe's Tomb, de rotsstapel Bowerman's Nose, en de stenen kruisen die de oude routes door het gebied markeren.
Dartmoor heeft ook een groot aantal schrijvers en kunstenaars geïnspireerd, zoals Sir Arthur Conan Doyle voor diens verhalen  De hond van de Baskervilles (zie ook helhond) en Silver Blaze, Agatha Christie voor haar verhaal Het mysterie van Sittaford en anderen.

## Dartmoorpony's
De Dartmoorpony is een middelgrote pony, die in Dartmoor nog steeds in het wild voorkomt.

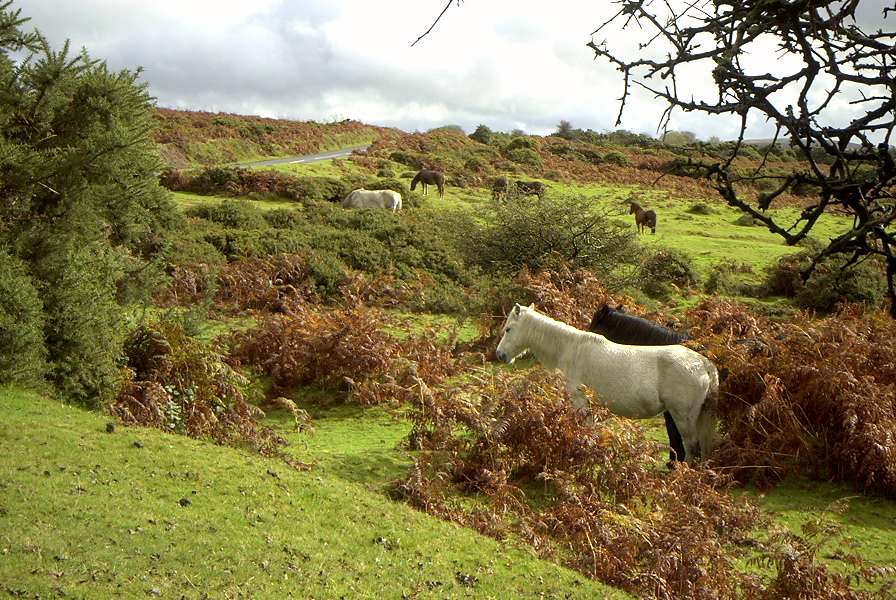
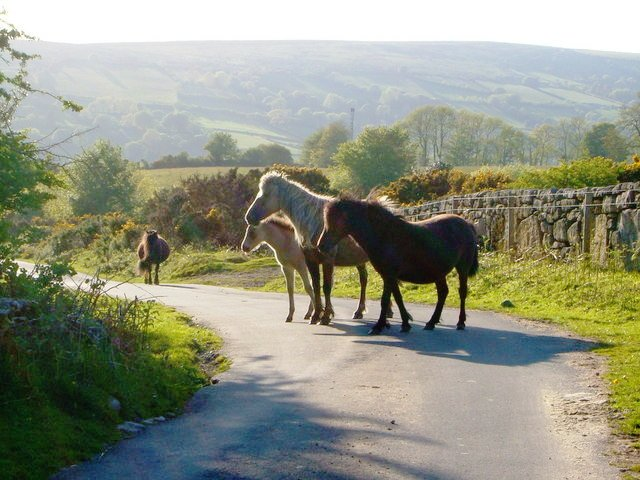
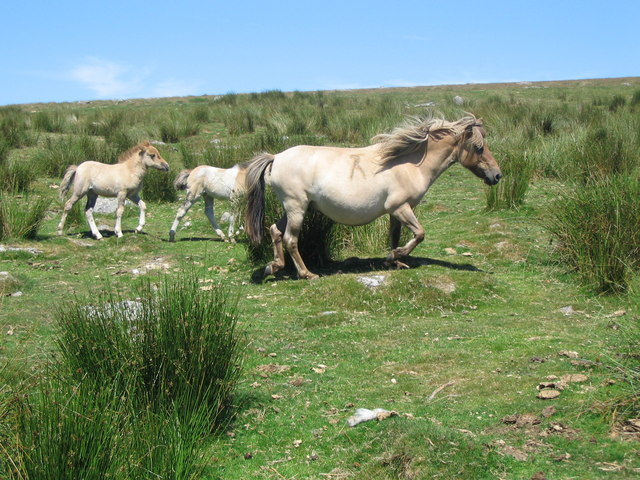

## Eigendom
Meer dan de helft van het Dartmoor Nationaal Park (57,3%) is particulier eigendom. Het grootste gedeelte hiervan is in bezit van de Hertog van Cornwall, nu dus van Prins William. Het Britse ministerie van defensie bezit 14% van Dartmoor. Verder is 3,8% in handen van waterbedrijven, 3,7% eigendom van de National Trust, 1,8% van de Forestry Commission en 1,4% van Dartmoors National Park Authority. Ongeveer 37% van Dartmoor is meent.